# キャノンボール・アダレイ・クインテット・イン・シカゴ
『キャノンボール・アダレイ・クインテット・イン・シカゴ』（Cannonball Adderley Quintet in Chicago）は、アメリカ合衆国のジャズ・サクソフォーン奏者、キャノンボール・アダレイが1959年に録音・発表したスタジオ・アルバム。

## 解説
1959年当時のマイルス・デイヴィス・セクステットのうち、デイヴィスを除く5人により録音された。なお、本作の参加メンバーのうちアダレイ、ウィントン・ケリー、ポール・チェンバース、ジミー・コブは、1959年2月2日から3日にかけて、フレディ・ハバードを加えた編成でチェンバースのリーダー・アルバム『ゴー』も録音している。1965年にライムライト・レコードから発売された再発LPは『Cannonball & Coltrane』と改題されていた。
Ken Drydenはオールミュージックにおいて5点満点中4.5点を付け「快活な"Limehouse Blues"では、アダレイとジョン・コルトレーンの2名のサクソフォーン奏者が、卓越したやり取りを披露しており、その一方で、アダレイ作のソウルフルな"Wabash"は、寛げる演奏である」と評している。

## 収録曲
1. ライムハウス・ブルース - "Limehouse Blues" (Philip Braham, Douglas Furber) - 4:40
2. アラバマに星堕ちて - "Stars Fell on Alabama" (Mitchell Parish, Frank Perkins) - 6:14
3. ワバッシュ - "Wabash" (Cannonball Adderley) - 5:46
4. グランド・セントラル - "Grand Central" (John Coltrane) - 4:33
5. ユーアー・ア・ウィーヴァー・オブ・ドリームス - "You're a Weaver of Dreams" (Jack Elliott, Victor Young) - 5:34
6. ザ・スリーパー - "The Sleeper" (J. Coltrane) - 7:12

## 参加ミュージシャン
- キャノンボール・アダレイ - アルト・サクソフォーン(#5を除く全曲)
- ジョン・コルトレーン - テナー・サクソフォーン(#2を除く全曲)
- ウィントン・ケリー - ピアノ
- ポール・チェンバース - ベース
- ジミー・コブ - ドラムス